# John Laurinaitis
John Hodger Laurinaitis, noto anche con lo pseudonimo di Johnny Ace (San Bernardino, 31 luglio 1962), è un dirigente sportivo ed ex wrestler statunitense.

## Carriera

### National Wrestling Alliance (1987-1990)
John Laurinaitis inizia la sua carriera da wrestler professionista nel 1987, esibendosi in alcuni territori della National Wrestling Alliance con il ring name Johnny Ace; in questo periodo forma un'alleanza con il collega Shane Douglas, denominata The Dynamic Dudes.

### All Japan Pro-Wrestling (1990-2000)
Nel 1990 John Laurinaitis si trasferisce in Giappone, nella All Japan Pro-Wrestling, dove rimane per circa dieci anni, conquistando grandi risultati soprattutto nella categoria di coppia insieme a Kenta Kobashi. Nel 2000 annuncia il suo ritiro dal wrestling lottato.

### World Championship Wrestling (2000-2001)
Nel 2000 John Laurinaitis torna negli Stati Uniti d'America e, grazie alle sue conoscenze, ottiene il ruolo di head booker della World Championship Wrestling.

### World Wrestling Entertainment (2002-2022)
Nel 2002 entra a far parte della World Wrestling Entertainment con il ruolo di produttore. Nel 2004 diventa vice-presidente per le relazioni con i lottatori, sostituendo il dimissionario Jim Ross.
Nella puntata Raw del 10 ottobre 2011 viene nominato General Manager dello show da Vince McMahon; la sera stessa licenzia Jim Ross e riassume The Miz e R-Truth (kayfabe). Alla fine della puntata, annuncia un altro match tra Alberto del Rio e CM Punk contro Miz e Truth. Nella puntata di Raw del 17 ottobre 2011 riassume Jim Ross per farlo combattere in coppia con John Cena contro Alberto del Rio e Michael Cole. Il 26 dicembre 2011 Laurinaitis annuncia un gauntlet match per il number one contender al WWE Championship di CM Punk, con avversari Jack Swagger, Dolph Ziggler e Mark Henry. Se Punk li avesse sconfitti tutti e tre avrebbe ottenuto un match contro lo stesso Laurinaitis la sera stessa. Mentre CM Punk lottava contro Dolph Ziggler, Laurinaitis è intervenuto e ha distratto Punk, causandone la sconfitta. Il 2 gennaio ne ha causato di nuovo la sconfitta, stavolta per count out, in un incontro valido per il WWE Championship contro Dolph Ziggler, per aver distratto l'arbitro. Nella puntata di Raw andata in onda il 16 gennaio 2012 ha ammesso di voler fregare CM Punk, reo di avergli mancato di rispetto, ed ha attaccato Mick Foley, intervenuto a difesa di Punk.
Nella puntata di Raw del 23 gennaio 2012, su proposta di WWE CM Punk, viene stipulato un match tra quest'ultimo e Laurinaitis, match che alla fine non si svolge come previsto, dato che il GM incarica il suo segretario (David Otunga) di prendere il suo posto. Laurinaitis, che ha guardato tutto da bordo ring, alla fine del match subirà comunque una GTS da Punk finendo al tappeto. Alla Royal Rumble sarà arbitro speciale del match tra CM Punk e Dolph Ziggler, valevole per il WWE Championship, tuttavia, a sorpresa, lascia il posto da Special Refree e segue il match. Quando CM Punk schiena Ziggler per il conteggio decisivo, il GM entra nel ring e conta insieme all'arbitro designato, compiendo un improvviso turn face e congratulandosi con Punk.
Il 30 gennaio 2012, al Raw, apre la puntata salendo sul ring e parlando del fatto che ha promesso di essere imparziale nel match valido per il WWE Championship della sera prima, e così è stato. Ha poi parlato degli sbagli che ha commesso, dicendo che tutti sbagliano nella vita. Annuncia poi i partecipanti all'Elimination Chamber match, che si svolgerà nell'omonimo PPV, valido per il WWE Championship: il campione CM Punk, Kofi Kingston, The Miz, Dolph Ziggler, R-Truth, e Chris Jericho. Anche i match della serata sono stati rivelati: The Miz contro Kofi Kingston, Dolph Ziggler contro il rientrante Randy Orton, Beth Phoenix contro Eve Torres per il Divas Championship, e, dopo l'ingresso sul ring dei due campioni CM Punk e Daniel Bryan, un Champion vs Champion match che li vedrà coinvolti. Alla fine della serata, ritorna sul ring e ricorda al pubblico cos'ha fatto per lo show, dandosi un voto di cinque in una scala da zero a cinque. Viene però interrotto dal COO Triple H, che crede stia mentendo su ciò che dice. Dopo una breve discussione, il GM sta per essere licenziato, quando il tutto viene interrotto dall'arrivo di The Undertaker, che vuole risfidare Triple H a WrestleMania XXVIII dopo 10 mesi di inattività.
Nella puntata di Raw del 13 febbraio 2012, direttamente dal Quartier generale della WWE, gli venne rinnovata la fiducia e quindi rimarrà a svolgere il suo lavoro di General Manager di Raw.
A partire dalle prime puntate di febbraio 2012 del Raw, John Laurinaitis, con l'iniziativa del suo consulente legale David Otunga, ha l'obiettivo di diventare, oltre che GM dello show rosso, anche di quello di SmackDown. Al pay-per-view Elimination Chamber viene tenuto un siparietto sul ring, nel quale intervengono Mark Henry e i rientranti Alberto Del Rio e Christian, che chiedono la nomina di Laurinaitis come General Manager di Raw e Smackdown. Theodore Long esterna il suo disappunto e i due iniziano un'accesa discussione.
Nella puntata di SmackDown del 21 febbraio 2012 ha una accesa discussione proprio con Laurinaitis in quanto è in disaccordo su chi sia il vincitore fra CM Punk e Daniel Bryan, visto che nel corso del match si sono schienati a vicenda. I due arrivano quasi alle mani, ma l'attuale GM di SmackDown, Theodore Long, se ne va infuriato. Circolano voci nei magazine americani che i due potrebbero affrontarsi al WrestleMania XXVIII per decretare il General Manager unico di entrambi i roster. Il 27 febbraio 2012, al Raw, fa finire il match tra Daniel Bryan e CM Punk in un No-contest venendo attaccato da Teddy Long, con il quale litiga nuovamente, venendo comunque separati da David Otunga e Santino Marella. Tramite un comunicato della WWE a fine show, viene annunciato che John Laurinaitis diventerà per una settimana soltanto il General Manager di SmackDown, dal 9 marzo 2012. Nella suddetta puntata, istituisce uno Steel Cage match tra Santino Marella e Jack Swagger per lo United States Championship, in quanto, nell'ultima puntata dello show in rosso, Swagger ha perso il titolo in favore di Santino. Alla fine è l'italo-canadese a portare a casa la vittoria, mantenendo il titolo. Nella stessa serata, annuncia il match che vedrà affrontarsi Kane e Aksana, la fidanzata di Theodore Long. Il GM di Smackdown chiede di annullare il match, ma Laurinaitis informa Long che invece se la vedranno loro due sul ring, e se Long dovesse vincere il match ci sarà. Più tardi nella serata, il GM di Raw chiama Kane sul ring, ma interviene Randy Orton che lo colpisce con la RKO, mettendolo fuori combattimento, e consentendo a Long di sorprendere Laurinaitis con un roll-up e di vincere il match.
Intanto la WWE, tramite il suo sito, ha ufficializzato l'incontro che vedrà due team a confronto, quello di Teddy Long e quello di John Laurinaitis. Il match si svolgerà al WrestleMania XXVIII in un 12-man tag team match. Al WrestleMania XXVIII il team di Laurinaitis sconfigge quello di Teddy Long, diventando così il General Manager a tutti gli effetti della Raw e dello SmackDown.
Nella puntata Raw del 9 aprile 2012, invita a salire sul ring Brock Lesnar che proferisce parole "dolci" per il General Manager. Nella stessa sera, ha un diverbio molto acceso con John Cena. A fine puntata, applaude Lesnar in quanto ha attaccato Cena, facendo dunque pensare che fra di loro sia stato instaurato un feud, proprio con Brock Lesnar. Nella puntata Raw del 16 aprile 2012, durante un match di John Cena contro Lord Tensai, Laurinaitis dice a Otunga di interverire nel match, e, proprio per colpa di Otunga, Cena perde il match.
La settimana seguente convince John Cena e Brock Lesnar a firmare il contratto che sancirà il loro match per l'Extreme Rules. Nello stesso momento, però, Lesnar "minaccia" il GM che se non soddisfarrà le richieste fatte dall'ex lottatore della UFC non combatterà al PPV. Laurinaitis dunque si sente costretto ad accettare tutte le richieste di Brock Lesnar. All'Extreme Rules parla al telefono con Triple H, una telefonata alquanto misteriosa. Nella puntata di Raw del 30 aprile 2012, confeziona un panegirico a Brock Lesnar, e quest'ultimo lo riceve ben volentieri. Poco dopo, però, appare come promesso, Triple H; non è d'accordo sul contratto che ha formulato per l'ex lottatore della UFC e lo strappa davanti ai suoi occhi. Nella stessa sera, innervosito per ciò che Triple H ha fatto, si reca sul ring da John Cena, e gli presenta il suo prossimo avversario per Over the Limit: Lord Tensai, accompagnato come sempre dal maestro Sakamoto. Laurinaitis, assieme a Tensai e al suo maestro, attacca il leader della Cenation proprio sul braccio sinistro, e lì clamorosamente il General Manager della WWE gli annuncia che non sarà Tensai il suo avversario, ma bensì egli stesso.
Nella puntata di Raw del 14 maggio 2012 licenzia Big Show. Nella stessa sera, mentre stava discutendo con il rivale, John Cena, arriva l'assistente Eve Torres con una lettera proveniente dal consiglio di amministrazione della WWE che comunica che se lo stesso GM dovesse risultare sconfitto domenica ad Over the Limit verrà sollevato dall'incarico. A Over the Limit mantiene il suo incarico di General Manager, sconfiggendo John Cena grazie all'aiuto determinante e inatteso di Big Show, che sferra la W.M.D. ai danni del Leader della Cenation. Nella puntata Raw seguente il PPV, dichiara il suo nuovo rapporto di collaborazione con Big Show, lo riassume inserendoo subito al prossimo PPV, No Way Out, contro John Cena: il match sarà uno Steel Cage match.
Dal sito WWE.com si apprende che nella puntata Raw dell'11 giugno 2012 tornerà Vince McMahon al fine di valutare l'operato del GM John Laurinaitis, e, eventualmente, rimuoverlo dall'incarico. Nella puntata di Raw dell'11 giugno 2012, come promesso, Vince McMahon fa il suo ritorno per valutare l'operato dell'attuale General Manager. Il Chairman, a fine serata, lo riconferma temporaneamente, perché questa domenica a No Way Out, se Big Show dovesse perdere contro John Cena, Laurinaitis verrà immediatamente licenziato. Dopodiché Big Show e Cena, finita la loro discussione, si mettono le mani addosso mettendo anche fuori gioco la security; interviene dunque Mr. McMahon, che accidentalmente viene colpito da una potentissima W.M.D. di Big Show e messo al tappeto. A No Way Out, Cena riesce a sconfiggere Big Show, e così Laurinaitis viene licenziato (keyfabe) e colpito da una Attitude Adjustment di Cena sul tavolo dei commentatori.
Il giorno dopo, a Raw, riceve prima l'abbandono di Big Show, poi quello di Otunga durante un handicap match contro Cena. In conclusione del match riceve dal rapper di Boston tre Attitude Adjustment e viene infine fatto cedere con la STFU.

## Vita privata
È il fratello del wrestler Joseph Laurinaitis, meglio conosciuto come Road Warrior Animal (1960-2020).
È sposato dal 2016 con Kathy Colace, la madre delle Bella Twins.

## Controversie
Nel 2005 John Laurinaitis venne criticato da alcuni atleti e addetti ai lavori per via delle sue azioni durante il primo mandato da dirigente.
- Nel mese di aprile, dopo la scoperta da parte della WWE di una relazione segreta tra Edge e Lita, all'epoca fidanzata di Matt Hardy, Laurinaitis licenziò quest'ultimo per evitare eventuali fratture tra gli atleti nel backstage; Hardy venne poi riassunto a giugno su decisione di Vince McMahon.
- Nel mese di luglio Laurinaitis venne accusato di nepotismo per aver riassunto suo fratello Road Warrior Animal.
- Nel mese di novembre, durante il funerale di Eddie Guerrero, Laurinaitis cercò di mettere sotto contratto alcuni atleti della Total Nonstop Action, tra cui spicca il nome di Sting; egli, inoltre, avviò i negoziati per riassumere Charlie Haas, il quale era stato licenziato a luglio.

## Titoli e riconoscimenti
- All Japan Pro-Wrestling
  - AJPW All Asia Tag Team Championship (2) – con Kenta Kobashi
  - AJPW Unified World Tag Team Championship (4) – con Kenta Kobashi (2), con Bart Gunn (1) e con Steve Williams (1)
- Championship Wrestling from Florida
  - CWF Florida Tag Team Championship (2) – con Marcus Laurinaitis
- International Championship Wrestling Association
  - ICWA Florida Heavyweight Championship (2)
- Oregon Wrestling Federation
  - OWF Heavyweight Championship (1)
- Pro Wrestling Illustrated
  - 77º tra i 500 migliori wrestler singoli nella PWI 500 (1997)
- World Wrestling Entertainment
  - Slammy Award (1)
    - Exclusive of the Year (2011)
- Wrestling Observer Newsletter
  - Match of the Year (1996) – vs. Mitsuharu Misawa
  - Worst Worked Match of the Year (2012) – vs. John Cena